# سکستوس امپریکوس

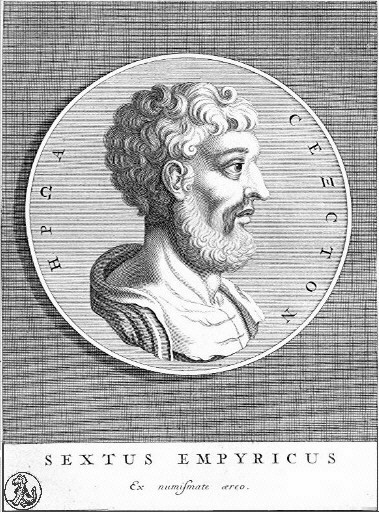

سکستوس امپریکوس (به یونانی: Σέξτος Ἐμπειρικός) فیلسوف و پزشک و ستاره‌شناس سده دوم و سوم میلادی (۲۱۰–۱۶۰ میلادی) بود که اقامت‌ش در اسکندریه، آتن و رُم در گزارش‌ها آمده‌است. کارهای فلسفی وی از کامل‌ترین کارهای بازمانده از دوران یونان و روم باستان بوده و در شک گرایی می‌باشد.

## نوشته‌ها
سه تا از کارهای شناخته شده وی:
1. چهارچوب مکتب پیرونی (Πυῤῥώνειοι ὑποτυπώσεις)
2. علیه ریاضیدانان (Adversus Mathematicos)

نوشته دومی دو کتاب مجزا با یک عنوان می‌باشد.
نخستین شش جلد کتاب بر ضد ریاضی دانان به‌طور کلی به عنوان بر ضد استادان شناخته می‌شود؛ ولی هر یک عنوانی مجزا نیز دارد.
سکستوس دیدگاهی را گسترش داد که در هر گونه دانشی می‌تواند به کار گرفته شود. او درباره درستی قیاس ایرادِ شک کرد.